# Пісочник яванський
Пісочник яванський (Charadrius javanicus) — вид сивкоподібних птахів родини сивкових (Charadriidae).  

## Поширення і екологія
Яванські пісочники мешкають на узбережжях Яви, Малих Зондських островів, на півдні Сулавесі і на сході Суматри. Вони живуть на піщаних і кам'янистих берегах, в літоральній зоні. Живляться дрібними безхребетними.

## Збереження
МСОП класифікує стан збереження цього виду як близький до загрозливого. За оцінками дослідників. популяція яванських пісочників становить від 1300 до 4000 птахів.